# Granträskmark
Granträskmark är en by i södra Norrbotten, Piteå kommun i Sverige. Byn ligger vid Granträsket och Svensbyån, söder om Kalamark.